# Klosterbach (Schwarzbach)
Der Klosterbach ist ein rund 5,7 km langer, orografisch rechter Nebenfluss des Schwarzbachs in Nordrhein-Westfalen, Deutschland, der auf dem Gebiet der Stadt Werther (Westf.) im Kreis Gütersloh am Nordhang des Teutoburger Walds in mehreren Quellen entspringt und auf dem Gebiet der Stadt Bielefeld mündet. Der Klosterbach heißt, nachdem er die Bielefelder Straße / Werther Straße unterquert hat und dort südwestlich am Hasberg vorbeifließt auf den letzten etwa 2,4 km seines Laufs Hasbach.

## Zuflüsse
- Rusbach (rechts)
- Voßsiekbach (links)
- Vulsiekbach (links)
- Wittenbach (links)

## Besonderheit
An einer der Quellen wurde das an Baumrinde wachsende Gabelzahnmoos (Dicranum tauricum) (Siehe auch Gewöhnliches Gabelzahnmoos) nachgewiesen. Diese Pflanze kommt zwar häufig vor, jedoch ist die hier vorkommende Form mit Sporenkapseln ausgestattet und damit in Norddeutschland bislang einzigartig. Die in den Kapseln reifenden Sporen verbreiten sich durch den Wind. Außer an dieser Quelle wurde diese Kapseln in Deutschland bisher nur in Thüringen und im Saarland nachgewiesen. Gemeinhin verbreitet sich die Pflanze nur mit Hilfe von abgebrochenen Blattstücken.